# Kayra Zabcı
Kayra Aleyna Zabcı (Estambul, 21 de agosto de 2001) es una actriz y modelo turca.

## Biografía
Kayra Zabcı nació el 21 de agosto de 2001 en Estambul (Turquía), y es originaria de Malatya. Comenzó su carrera como actriz en 2006, a la edad de cinco años.

## Carrera

### Educación
Kayra Zabcı después de graduarse en la escuela secundaria de arte Mimar Sinan, decidió seguir estudios de actuación en la facultad de bellas artes de la Universidad Mimar Sinan y luego decidió matricularse en el departamento de actuación del Conservatorio Estatal de la Universidad de Estambul.

### Carrera de actuación
Kayra Zabcı en 2006, a la edad de cinco años, comenzó su carrera como actriz después de ser elegida para actuar en la película Küçük Kıyamet dirigida por Durul Taylan y Yagmur Taylan. En 2012 y 2013, interpretó el papel de Ayşe Hümaşah Sultan en la serie emitida en Star TV Muhteşem Yüzyıl. Fue la primera en participar en el concurso de belleza Best Model Child Turkey en el que participaron niños de entre nueve y catorce años, mientras que en 2013 fue la primera en participar en el concurso de belleza Best Child Model of the World.
En 2013, protagonizó en la serie emitida en Fox Harem. Al año siguiente, 2014, se unió al elenco de la serie de Kanal D Küçük Ağa y la serie emitida en Star TV Can't run from love (Aşktan Kaçılmaz). En 2015 interpretó el papel de Ada en el programa de televisión emitdo en Planet Çocuk Aydamaya. Al año siguiente, en 2016, formó parte del reparto de la serie emitida en TRT 1 Seddülbahir 32 Saat. En 2017, interpretó el papel de Elif Agman en la película Yeni Başlayanlar İçin Hayatta Kalma Sanatı dirigida por Burak Serbest.
En 2017 y 2018 se unió al elenco de la serie emitida en Kanal D Vatanım Sensin. En 2018 y 2019 interpretó el papel de Gülperi de joven en la serie emitida en Show TV Gülperi. En 2019 y 2020, fue elegida para interpretar el papel de Yasemin en la serie de TV8 Mi hogar, mi destino (Doğduğun Ev Kaderindir), en la que actuó junto a los actores Demet Özdemir y İbrahim Çelikkol. En 2022 participó en el elenco de la serie emitida en TV8 Canım Annem (en el papel de Oya) y en el de la serie web de Netflix Another Self (en el papel de Zehra). En el mismo año comenzó a participar en la serie emitida en TRT 1 Alparslan: Büyük Selçuklu.

## Filmografía

### Cine
| Año  | Título                                     | Personaje  | Director                     |
| ---- | ------------------------------------------ | ---------- | ---------------------------- |
| 2006 | Küçük Kıyamet                              |            | Durul Taylan y Yagmur Taylan |
| 2017 | Yeni Başlayanlar İçin Hayatta Kalma Sanatı | Elif Agman | Burak Serbest                |

### Televisión
| Año           | Título                                        | Personaje           | Cadeña       | Notas        |
| ------------- | --------------------------------------------- | ------------------- | ------------ | ------------ |
| 2012-2013     | Muhteşem Yüzyıl                               | Ayşe Hümaşah Sultan | Star TV      | 3 episodios  |
| 2013          | Harem                                         |                     | Fox          | 3 episodios  |
| 2014          | Küçük Ağa                                     | Kanal D             | 2 episodios  |              |
| 2014          | Can't run from love (Aşktan Kaçılmaz)         | Star TV             | 11 episodios |              |
| 2016          | Seddülbahir 32 Saat                           | TRT 1               | 4 episodios  |              |
| 2017-2018     | Vatanım Sensin                                | Kanal D             | 3 episodios  |              |
| 2018-2019     | Gülperi                                       | Gülperi de joven    | Show TV      | 14 episodios |
| 2019-2020     | Mi hogar, mi destino (Doğduğun Ev Kaderindir) | Yasemin             | TV8          | 12 episodios |
| 2022          | Canım Annem                                   | Oya                 | TV8          | 5 episodios  |
| 2022-presente | Alparslan: Büyük Selçuklu                     | Seferiye Hatun      | TRT 1        | ¿? episodios |

### Web TV
| Año  | Título       | Personaje | Plataforma | Notas       |
| ---- | ------------ | --------- | ---------- | ----------- |
| 2022 | Another Self | Zehra     | Netflix    | 2 episodios |

## Programas de televisión
| Año  | Título   | Personaje | Cadeña       |
| ---- | -------- | --------- | ------------ |
| 2015 | Aydamaya | Ada       | Planet Çocuk |